# 神岡鉱山神社
神岡鉱山神社（かみおかこうざんじんじゃ）は、岐阜県飛騨市神岡町（旧・吉城郡阿曽布村→神岡町）にある神社。
神岡鉱山の守護神社であり、和佐保地区（現・飛騨市神岡町和佐保）の産土神である。
氏子の離散により神社の維持が困難となり、2005年（平成17年）10月15日に宗教法人としては解散。祭神は神岡鉱業の社内に移された、その後、2015年（平成27年）10月5日に神岡鉱山神社として宗教法人に新規登録されている。

## 概要
「四柱神社」として1948年（昭和23年）4月30日に創建。それ以前の天正年間に、前平鉱山（後の神岡鉱山前平鉱床）の繁栄を願い、金森可重の家臣の茂住宗貞（金森宗貞）が鉱山の神として金山彦大神、金山姫大神、大山祇大神を祀ったのが始まりという。文化年間には宇迦御魂大神を合祀する。
神岡鉱山の経営権を取得した三井組により、1887年（明治19年）の私祭神祠となる。1940年（昭和15年）に現在地に移転。
戦後、三井組の財閥解体などもあり、三井組の私祭神祠から神岡鉱山の守護神社及び地区の産土神社となり、1948年（昭和23年）4月30日に四柱神社（鉱山四柱神社）として創建。1952年（昭和27年）に岐阜県神社庁より銀幣社の指定を受ける。1957年（昭和32年）に神岡鉱山内の各杭工場や社宅に祀られていた末社を合祀し、神岡鉱山神社に改称する。
鉱山の合理化などもあり、鉱山関係者、地区の住民は減少。神岡鉱山神社の例祭も1986年（昭和61年）9月23日を最後に途絶えてしまう。
2001年（平成13年）6月に神岡鉱山の亜鉛・鉛・銀の採掘が中止となり、地区の人口減少が著しくなるが、神岡鉱山神社は残った住民により維持される。2003年（平成15年）、神岡鉱山旭ヶ丘社宅の金山神社を合祀。
住民の離散により神社の維持管理が困難となり、2004年（平成16年）に宗教法人の解散を決議、翌2005年（平成17年）3月15日に神社本庁に解散を申請。認められ、同年10月15日に宗教法人神岡鉱山神社は解散。境内は神岡鉱業の借地であったため返還となり閉鎖。祭神は神岡鉱業の社内に移された。
2015年（平成27年）10月5日、神岡鉱山神社として宗教法人に新規登録される。

## 主祭神
- 金山彦大神
- 金山姫大神
- 大山祇大神
- 宇迦御魂大神

## 境内社
- 墨縄神社[6]
- 菅原神社[6]
- 秋葉神社[6]